# Mirtazapin
Mirtazapin ist ein Arzneistoff aus der Gruppe der noradrenergen und spezifisch serotonergen Antidepressiva (NaSSA). Es ist das Pyridyl-Analogon von Mianserin und wird wie dieses der chemischen Struktur nach zu den tetrazyklischen Antidepressiva gezählt. Mirtazapin wurde 1976 erstmals von AkzoNobel (Organon (Pharma)) patentiert.

## Pharmakologie
Mirtazapin ist ein noradrenerg und spezifisch serotonerg wirkendes Antidepressivum (NaSSA): Es besetzt im Gehirn spezifische Bindungsstellen der Botenstoffe Noradrenalin und Serotonin und verändert damit den Einfluss dieser auf die Signalübertragung im Gehirn. Insbesondere steigert es indirekt die Freisetzung von Dopamin im präfrontalen Cortex und die noradrenerge Übertragung in kortikal-limbischen Bereichen. Der Serotoninspiegel wird dabei nur unwesentlich beeinflusst.

### Wirkprinzip (Pharmakodynamik)
Mirtazapin blockiert insbesondere präsynaptische adrenerge α2A/C Autorezeptoren sowie Serotoninrezeptoren vom Typ 5-HT2A. Dies bewirkt eine verminderte Hemmung durch diese Autorezeptoren bzw. hemmenden Heterorezeptoren (5-HT2A) und damit mutmaßlich eine vermehrte Freisetzung von Noradrenalin und Dopamin in Teilbereichen des Hirns. Diese konnte in Tierversuchen nachvollzogen werden. Eine relevante Verstärkung der Serotoninfreisetzung konnte in Studien und Tierversuchen hingegen nicht bestätigt werden. Die Substanz hemmt ferner die Serotoninrezeptoren vom Typ 5-HT2C und 5-HT3. An den Serotoninautorezeptoren des Typs 5-HT1A wirkt Mirtazapin vermutlich als Agonist und verhindert damit eine durch α2A/C Blockade vermittelte Verstärkung der serotonergen Übertragung. Letztlich sorgt die ausgeprägte Hemmwirkung auf den H1-Rezeptor für die sedierenden Eigenschaften von Mirtazapin, besonders in niedriger Dosierung.
Es liegt nur eine schwache Affinität zu cholinergen muskarinischen Synapsen vor, weswegen nur geringe anticholinerge bzw. kardiovaskuläre Nebenwirkungen auftreten. Die Wiederaufnahme von Noradrenalin, Dopamin und Serotonin wird mangels hinreichender Affinität zu ihren Membrantransportern kaum beeinflusst; auch die Affinität zu β-adrenergen und dopaminergen Synapsen ist gering. In einer Studie wurde durch Opioid-Antagonisten-Gabe die Wirkung von Mirtazapin auf opioide Rezeptoren bestätigt. Es besitzt eine hohe Affinität zum κ3-Opioid-Rezeptor und in geringerem Maße zum μ-Opioid-Rezeptor.
Die Rezeptor-Affinitäten betragen (Angabe der Dissoziationskonstanten (Ki) und der mittleren inhibitorischen Konzentration (IC50) in nano bzw. mikro Molar (nM bzw. µM); Molar = Mol/Liter):
- 5-HT1A Rezeptor (Ki=18 nM;[9] IC50=1 nM,[10][11] mutmaßlich Agonist[7])
- 5-HT2A Rezeptor (Ki = 69 nM)
- 5-HT2B Rezeptor (genauer Ki-Wert unbekannt, geschätzt 20-mal niedriger als für 5-HT2A/2C)[12]
- 5-HT2C Rezeptor (Ki = 39 nM)
- 5-HT3 Rezeptor (genauer Ki-Wert unbekannt, geschätzt ähnliche Größenordnung wie bei 5-HT2A/2C)[13]
- 5-HT7 Rezeptor (Ki = 265 nM)
- α1-Adrenozeptor (Ki (Ratte) = 608 nM)
- α2A-Adrenozeptor (Ki = 20 nM)
- α2C-Adrenozeptor (Ki = 18 nM)
- H1 Rezeptor (Ki = 5.1 nM)[14]
- Muskarinischer Acetylcholinrezeptor (Ki (Ratte) = 794 nM)
- D1-Rezeptor (Ki=4,167 µM)[15]
- D2-Rezeptor (Ki=1,460 µM)[14]
- D3-Rezeptor (Ki=5,723 µM)[16]
- D4-Rezeptor (Ki=25 nM)[14]

Mirtazapin hat sehr geringe Affinität zum Noradrenalintransporter und nahezu keine zum Serotonin- sowie Dopamintransporter und wirkt daher an diesen nicht als Wiederaufnahmehemmer:
- Noradrenalintransporter (Ki=4,6 µM;[17] IC50=260 nM[18])
- Serotonintransporter (Ki>10 µM)[19]
- Dopamintransporter (Ki>10 µM;[20] IC50≈1 µM[21])

Die Wirkung von Mirtazapin wird vermutlich von seinen beiden Enantiomeren vermittelt, jedoch auf jeweils verschiedene Weise: Während das (S)-(+)-Enantiomer für die α2- und 5-HT2-Rezeptorblockade verantwortlich ist, bewirkt das (R)-(−)-Enantiomer die Blockade des 5-HT3-Rezeptors.

### Verstoffwechselung (Pharmakokinetik)
Mirtazapin wird nach oraler Gabe schnell resorbiert, aber teilweise vor Übertritt in den Körperkreislauf (präsystemisch) in der Darmwand und in der Leber verstoffwechselt (metabolisiert). Die höchsten Plasmakonzentrationen sind spätestens nach zwei Stunden erreicht; die Bioverfügbarkeit beträgt etwa 50 %. Die Metabolisierung, vor allem durch N-Demethylierung, N-Oxidation und 8-Hydroxylierung, erfolgt in erster Linie über die Cytochrom P450 Isoenzyme CYP2D6 und CYP3A4. Bei einmal täglicher Verabreichung wird innerhalb von vier bis sechs Tagen ein Fließgleichgewicht erreicht. Die Plasmahalbwertszeit beträgt bei Erwachsenen 20 bis 40 Stunden. Der Hauptmetabolit Demethyl-Mirtazapin hat nur eine geringe pharmakologische Aktivität. Die Bildung anderer aktiver Metaboliten ist mengenmäßig unbedeutend.
Die pharmakokinetischen Eigenschaften von Mirtazapin sind nicht identisch für beide Enantiomere der Substanz. So hat das (R)-(−)-Enantiomer eine längere Plasmahalbwertszeit als das (S)-(+)-Enantiomer (ca. 18 vs. ca. 10 Stunden). Auch wirkt sich ein genetischer CYP2D6-Polymorphismus auf die beiden Enantiomere unterschiedlich aus. Während die Verstoffwechselung des (R)-(−)-Enantiomers davon unbeeinflusst bleibt, muss bei sogenannten schwachen Metabolisierern (engl. poor metabolizers) mit einer deutlich längeren Halbwertszeit für das (S)-(+)-Enantiomer gerechnet werden.

## Klinische Angaben

### Anwendungsgebiete (Indikationen)
Mirtazapin ist in Deutschland und der Schweiz ausschließlich zur Behandlung von depressiven Erkrankungen zugelassen.
Es wird außerhalb der zugelassenen Anwendungsgebiete (Off-Label Use) außerdem zur Therapie der generalisierten Angststörung (GAS), sozialen Phobie, Panikstörung, Winterdepression (SAD) und Schlafstörungen eingesetzt. Außerdem wird Mirtazapin off-Label in der adjuvanten Schmerztherapie verwendet, wobei die vorhandenen Studiendaten für die wesentlich besser geprüften Trizyklika wie Amitriptylin sprechen.
Off-Label kann Mirtazapin ferner zur Behandlung der posttraumatischen Belastungsstörung genutzt werden. Bei schweren Fällen lindert es die Symptome möglicherweise stärker als SSRIs.
Mirtazapin ist in Deutschland verschreibungspflichtig,  d. h. Apotheken dürfen es nur gegen Vorlage eines ärztlichen Rezepts abgeben.

### Darreichungsformen
Mirtazapin existiert als Handelspräparat in Form von Filmtabletten und Schmelztabletten sowie als Lösung zum Einnehmen. Eine parenterale Anwendung ist mit Konzentrat zur Bereitung von Infusionslösung möglich.

### Wirksamkeit
Nach einer Nutzenbewertung des Instituts für Qualität und Wirtschaftlichkeit im Gesundheitswesen (IQWiG) ist ein Nutzen von Mirtazapin im Vergleich zu Placebo für die antidepressive Wirkung (Response) in der Kurzzeitakuttherapie belegt. Für einen Zusatznutzen von Mirtazapin im Vergleich zu anderen Antidepressiva für die Zielgrößen Remission, Response und mittlere Änderung der depressiven Symptomatik in der Kurzzeit- oder Langzeitakuttherapie gibt es, teilweise mangels Studien, keine Belege. Ebenfalls gibt es keinen Beleg für einen Zusatznutzen von Mirtazapin bezüglich des sozialen Funktionsniveaus oder der gesundheitsbezogenen Lebensqualität. Allgemein wurden in Bezug auf die Verringerung des Grads an Depressivität kaum Vor- und Nachteile gegenüber anderen als wirksam anerkannten Antidepressiva gefunden, in Bezug auf eine Schlafverbesserung war Mirtazapin allerdings (aufgrund der stark sedierenden Wirkung) überlegen.

### Unerwünschte Wirkungen
Besonders zu Beginn der Behandlung, aber auch für die gesamte Zeit der Einnahme, kann es zu sehr starker Müdigkeit und Trägheit kommen, da Mirtazapin sedierend wirkt. Die Müdigkeit wird teilweise als nachteilig bewertet, auch da sie nicht selten zu einer Durchhangsproblematik führt. Häufig (10 %) ist eine Gewichtszunahme aufgrund von Appetitsteigerung und Ödemen zu beobachten. Antidepressiva können ein Restless-Legs-Syndrom (RLS) hervorrufen, wobei nach Mirtazapineinnahme bis zu einem Viertel der Patienten ein RLS entwickeln. Auch ein Anstieg der Cholesterinwerte wird berichtet.  Bei einem plötzlichen Absetzen treten mitunter Symptome (leichte Unruhe, vorübergehende Schlafstörungen, leichtes Schwitzen) auf.

### Wechselwirkungen
Mirtazapin kann die zentralnervös-dämpfende Wirkung von Alkohol, vielen Benzodiazepinen und anderen sedierenden Arzneimitteln verstärken.
Carbamazepin und Phenytoin erhöhen die Mirtazapin-Clearance um das Zweifache, mit der Folge, dass die Mirtazapin-Plasmakonzentrationen um 45–60 % sinken. Die Mirtazapin-Dosis muss eventuell angepasst werden. Zu Arzneimittelinteraktionen kann es durch eine leichte Hemmung von Cytochrom P450 2D6 kommen.
Mirtazapin kann die Wirkung von Blutdrucksenkern verstärken.
Die Kombination von Mirtazapin und Venlafaxin kann unerwartet starke Nebenwirkungen (Bluthochdruck, Tachykardie) haben.

### Kontraindikationen und Anwendungsbeschränkungen
Mirtazapin darf nicht angewendet werden, wenn bekannte Allergien oder Überempfindlichkeiten gegenüber dem Wirkstoff vorliegen oder gleichzeitig MAO-Hemmer eingenommen werden. Besondere Vorsicht ist bei Patienten geboten, welche in der Vergangenheit bereits unter der Behandlung mit Antidepressiva an epileptischen Anfällen gelitten haben, an psychotischen oder schizophrenen Störungen leiden oder eine Miktionsstörung wie Inkontinenz oder Grüner Star vorliegt. Bei bekannten Herz-Kreislauf-Erkrankungen sollte Mirtazapin nur mit Vorsicht angewendet werden.

### Anwendung in der Schwangerschaft und Stillzeit
Ausreichende Daten zur Anwendung von Mirtazapin bei schwangeren Frauen liegen nicht vor, was in der Nutzen-Risiko-Abwägung zu berücksichtigen ist. Tierversuche haben Risiken für die Föten gezeigt. Obwohl im Tierexperiment nur vernachlässigbare Mengen Mirtazapin in die Muttermilch übergingen, sollte aufgrund fehlender Humanstudien auf die Verwendung von Mirtazapin während der Stillzeit verzichtet werden.

### Absetzproblematik
Ein plötzliches Absetzen von Mirtazapin kann zu Absetzerscheinungen führen. Die Stärke dieses Absetzsyndroms hängt sowohl von der Dauer der vorangegangenen Behandlung als auch der Höhe der Tagesdosen ab. Um Absetzsymptome wie etwa Übelkeit, Kopfschmerzen, Angstzustände, Schlafstörungen und Unruhe abzumildern, wird Mirtazapin ausschleichend abgesetzt.

## Verwendung in der Tiermedizin
In der Tiermedizin ist Mirtazapin in der Formulierung als transdermale Salbe zur Förderung der Gewichtszunahme bei Katzen mit Appetitlosigkeit und Gewichtsverlust infolge chronischer Erkrankungen in der EU zugelassen. Auch beim Hund kann der Wirkstoff zur Appetitstimulation und als Antiemetikum eingesetzt werden.

## Chemie und Stereoisomerie
Mirtazapin besitzt ein Stereozentrum am benzylischen Kohlenstoffatom, folglich gibt es zwei Stereoisomere: die (R)-Form und die dazu spiegelbildliche (S)-Form. Die Fertigarzneimittel enthalten alle das Racemat [1:1-Gemisch der (R)-Form und der (S)-Form].

## Handelsnamen
- Humanarzneimittel: Remergil (Soltab) (D), Mirtabene, Mirtel (A), Remeron (CH), diverse weitere Generika
- Tierarzneimittel: Mirataz (EU)

## Externe Links zu erwähnten Verbindungen
1. ↑  Externe Identifikatoren von bzw. Datenbank-Links zu Esmirtazepin:  CAS-Nr.: 61337-87-9, EG-Nr.: 262-714-0, ECHA-InfoCard: 100.056.994, PubChem: 3085218, ChemSpider: 2342166, DrugBank: DB06678, Wikidata: Q3058085.